# مارك كاسال
مارك كاسال (بالكتالونية: Marc Casal)‏ هو متزلج فني أندوري، ولد في 13 أغسطس 1987.

## وصلات خارجية
- مارك كاسال على موقع الاتحاد الدولي للتزلج (الإنجليزية)